# 王学斌
王学斌（1966年2月—），男，汉族，山东费县人，中华人民共和国政治人物，中国国民党革命委员会党员，第十三届全国人民代表大会山东地区代表。

## 生平
2018年2月24日，当选为第十三届全国人大代表。